# Čermná, Domažlice
Čermná là một làng thuộc huyện Domažlice, vùng Plzeňský, Cộng hòa Séc.